# Programme dans l'éducation et protection de la petite enfance
 (juin 2021).
La mise en forme du texte ne suit pas les recommandations de Wikipédia : il faut le « wikifier ».
Les points d'amélioration suivants sont les cas les plus fréquents. Le détail des points à revoir est peut-être précisé sur la page de discussion.
- Les titres sont pré-formatés par le logiciel. Ils ne sont ni en capitales, ni en gras.
- Le texte ne doit pas être écrit en capitales (les noms de famille non plus), ni en gras, ni en italique, ni en « petit »…
- Le gras n'est utilisé que pour surligner le titre de l'article dans l'introduction, une seule fois.
- L'italique est rarement utilisé : mots en langue étrangère, titres d'œuvres, noms de bateaux, etc.
- Les citations ne sont pas en italique mais en corps de texte normal. Elles sont entourées par des guillemets français : « et ».
- Les listes à puces sont à éviter, des paragraphes rédigés étant largement préférés. Les tableaux sont à réserver à la présentation de données structurées (résultats, etc.).
- Les appels de note de bas de page (petits chiffres en exposant, introduits par l'outil «  Source ») sont à placer entre la fin de phrase et le point final[comme ça].
- Les liens internes (vers d'autres articles de Wikipédia) sont à choisir avec parcimonie. Créez des liens vers des articles approfondissant le sujet. Les termes génériques sans rapport avec le sujet sont à éviter, ainsi que les répétitions de liens vers un même terme.
- Les liens externes sont à placer uniquement dans une section « Liens externes », à la fin de l'article. Ces liens sont à choisir avec parcimonie suivant les règles définies. Si un lien sert de source à l'article, son insertion dans le texte est à faire par les notes de bas de page.
- La présentation des références doit suivre les conventions bibliographiques. Il est recommandé d'utiliser les modèles {{Ouvrage}}, {{Chapitre}}, {{Article}}, {{Lien web}} et/ou {{Bibliographie}}. Le mode d'édition visuel peut mettre en forme automatiquement les références.
- Insérer une infobox (cadre d'informations à droite) n'est pas obligatoire pour parachever la mise en page.

Pour une aide détaillée, merci de consulter Aide:Wikification.
Si vous pensez que ces points ont été résolus, vous pouvez retirer ce bandeau et améliorer la mise en forme d'un autre article.
Le programme dans l'éducation et protection de la petite enfance correspond au programme d'apprentissage des différentes activités et compétences enseignées par les éducateurs des jeunes enfants, les enseignants et le personnel des écoles maternelles.
La qualité d’un programme dépend en grande partie de la qualité de ses contenus éducatifs. Dans le domaine de la petite enfance, des programmes sont destinés aux enfants ou aux parents ; ils incluent des interventions pour améliorer la santé, la nutrition, l’accueil des enfants dans des établissements.

## Approches en matière de programmes
Il n’existe pas de programme unique « idéal » pour toutes les situations. Cependant, si l’on compare les différents programmes, on observe que certaines approches donnent globalement de meilleurs résultats que d’autres. À titre d’exemple, la fondation étasunienne High/Scope a mené une étude longitudinale sur des enfants ayant participé à trois modèles différents de programmes :
- le modèle d’enseignement direct, où les activités sont organisées à l’initiative des enseignants sur la base des objectifs scolaires,
- le modèle traditionnel d’école maternelle, où l’enseignant s’adapte aux activités laissées à l’initiative des enfants, et qui comporte un minimum de structure,
- le modèle High/Scope, où les activités relèvent de l’initiative des enseignants comme des enfants. Les enseignants préparent la salle et les activités quotidiennes, de telle sorte que les enfants puissent préparer, réaliser et revoir leurs activités, les enseignants étant à leur disposition pour leur apporter un soutien, si nécessaire.

En suivant pendant plusieurs années le parcours d’enfants ayant participé aux trois types de programmes, le modèle High/Scope s'est révélé le plus efficace ; les enfants ayant reçu un mode d’enseignement direct présentent souvent plus de problèmes de comportement et de difficultés relationnelles par la suite dans leur vie. Ces conclusions sont d’une grande importance pour les concepteurs de programmes, que ce soit dans les pays développés ou dans les pays en développement, car le modèle High/Scope a été adapté pour être applicable dans le monde entier. Schweinhart et Weikart concluent que l’éducation de la petite enfance ne doit pas avoir pour seul but de préparer l’enfant à l’école, mais aussi de lui apprendre à faire des choix, à résoudre des problèmes et à se comporter avec les autres.
La National Association for the Education of Young Children (NAEYC) a, par ailleurs, dressé une liste d’indicateurs d’efficacité d’un programme pédagogique :
- les enfants sont actifs et engagés
- les objectifs sont clairs et partagés par tous
- le programme est fondé sur des faits
- le contenu est appris à travers l’investigation, le jeu et un enseignement centré intentionnel
- le programme s’appuie sur les acquis et l’expérience
- le programme est global
- des normes professionnelles valident la matière traitée dans le programme
- le programme doit se révéler bénéfique pour les enfants[2].

### Programme pour la maternelle
Les programmes d’éducation préprimaire sont depuis longtemps un terrain propice à débat. Les interrogations se concentrent notamment sur le contenu et la pédagogie, sur le contenu scolaire idéal à incorporer dans le programme et sur l’efficacité respective de l’instruction formelle ou de l’exploration initiée par l’enfant et encadrée par des adultes. Les adeptes d’un programme de type scolaire ont tendance à privilégier les compétences fondamentales, en particulier la lecture, l’écriture et le calcul, et les activités structurées, prédéfinies et conçues pour atteindre les buts connexes. Ce type de programme d’EPPE rencontre une forte opposition sur la scène internationale de la part des défenseurs d’un programme diversifié qui favorise le développement global de l’enfant, notamment sa santé et son développement physique, son bien-être affectif et spirituel, ses aptitudes sociales, son développement intellectuel et ses aptitudes à communiquer. Le document qui en est issu est plus ouvert et fournit aux enseignants et aux parents un cadre qu’ils peuvent utiliser pour élaborer des contenus éducatifs spécifiquement adaptés à leur contexte.

### Programme dans l'enseignement primaire
Le personnel enseignant joue un rôle important dans la vie des jeunes et est donc essentiel pour développer leurs connaissances, attitudes et compétences et leur apprendre à agir de façon constructive et responsable au sein de la société. Cela passe par le contenu de ce que le personnel enseignant enseigne (le programme) et la façon dont le personnel enseignant le fait (la pédagogie). Le personnel enseignant et les formateurs ou formatrices du personnel enseignant du primaire qui exercent dans des cadres scolaires formels sont en mesure de renforcer l'état de droit par l'éducation en l'intégrant à ses cours et à leur planification.
Ces approches comprennent des ressources pour la classe, des ressources en dehors de la classe et des ressources pour faire participer l'école-la famille-la communauté :
Ressources pour la classe :
- Activités de courte durée et jeux
- Cours
- Unités ou projets
- Histoires et livres[9]

Ressources en dehors de la classe :
- L'utilisation du sport en tant que ressource d’enseignement permettant d'améliorer la confiance en soi, de renforcer les liens sociaux et de donner un but aux participants s'est davantage répandue
- Les sorties pédagogiques donnent aux élèves l'occasion d'appliquer plus concrètement ce qu'ils et elles ont appris en classe dans la communauté. Grâce à ces sorties, ils et elles prennent conscience que l'état de droit contribue à créer des communautés inclusives, pacifiques et justes[9].

Ressources pour faire participer l'école / la famille / la communauté :
- Soutenus par leurs parents et les membres de la communauté – les enfants pourront s’entraîner à façonner activement une société dans laquelle chacun et chacune peut s’épanouir et vivre une vie juste, en paix et en sécurité[9].

## Élaboration et mise en œuvre des programmes éducatifs

### Une approche intersectorielle
Il s’avère que les programmes globaux qui couvrent la santé, la nutrition et le développement sont plus efficaces pendant la petite enfance, en particulier lorsqu’ils s’adressent à des enfants très jeunes et vulnérables,. Cela implique de la part des organismes et des individus une volonté réelle d’œuvrer ensemble, de planifier des projets en collaboration et d’associer les parents et les communautés à leurs actions. Dans le même temps, la coordination d’un projet incombe en général à un seul secteur. Pour les programmes d’enseignement, c’est le secteur de l’éducation qui en est habituellement responsable, même si celui de la santé est parfois mieux placé, s’agissant des très jeunes enfants. Une étude attire l’attention sur une conclusion importante de la Bernard van Leer Foundation selon laquelle l’apprentissage au cours des trois premières années de la vie ne doit pas relever du domaine exclusif du secteur de l’éducation. « Bien que tous les secteurs soient appelés à œuvrer ensemble, la responsabilité première doit incomber au secteur de la santé, plus à même d’atteindre les populations cibles et de prendre en compte leur situation de vulnérabilité »,. Une approche intersectorielle est un vrai défi. Les attentes divergentes des parties prenantes, la disponibilité limitée, la méfiance, l’inexpérience en EPPE et le manque d’expérience du travail en coopération avec plusieurs secteurs sont source de nombreux défis qui peuvent exiger des efforts considérables pour créer les conditions d’une collaboration viable.

### Adapter ou créer: que choisir?
Créer un programme efficace, c’est-à-dire un programme qui, plus qu’une simple liste d’activités, contient aussi des aspects philosophiques et pédagogiques, mobilise un vaste éventail de savoir-faire. Adapter un programme éprouvé et disponible dans le commerce peut être une bonne solution. Il faut, toutefois, que la philosophie du programme, ainsi que les valeurs et les approches sur lesquelles il repose, soient adaptées aux enfants auxquels il s’adresse. « Pour faire un choix éclairé, le personnel (et les autres parties prenantes) doivent définir la mission de leur programme et les valeurs qu’il porte, examiner les résultats de recherche et les autres éléments factuels disponibles sur les programmes de qualité et, à partir de ces éléments, sélectionner un programme ». Même dans ce cas, il faut s’attendre à devoir apporter de profondes modifications au programme sélectionné si l’on veut qu’il produise des résultats dans le nouveau contexte. Évoquant le cas de maternelles à Hong Kong, Singapour et Shenzhen lancent une mise en garde : « utiliser des normes euro-américaines pour unifier l’apprentissage des jeunes enfants dans des contextes variés est une mission totalement impossible. On peut adapter les meilleures pédagogies ou les intégrer dans une autre société, mais on ne peut jamais les transposer telles qu’elles ». 

### Convictions, valeurs et principes
Dans une société multiculturelle, il n’est pas surprenant que coexistent des croyances, des valeurs et des opinions diverses. Cette diversité peut être source de fortes tensions, mais aussi de nombreuses difficultés pour les personnes chargées de rédiger des programmes. La principale d’entre elles réside dans l’opposition entre deux conceptions du jeune enfant, l’une qui le considère comme un apprenant passif, tributaire de l’adulte pour s’instruire, l’autre qui le considère comme acteur et auteur de son propre apprentissage. Les tenants de la première sont, en général, favorables à un programme préprimaire normatif de type plus scolaire, consistant en un enseignement formel de l’alphabet et d’autres compétences de base. Les partisans de l’approche « constructiviste », en revanche, encouragent la mise en relation active des enfants avec du matériel et des personnes ; ils prônent un programme plus ouvert qui offre aux enfants des possibilités et du matériel divers à partir desquels ils peuvent construire leur propre apprentissage.
La possibilité existe de mettre en valeur et de refléter les opinions divergentes des parties prenantes dans les programmes éducatifs. Par exemple, dans la plupart des communautés autochtones et orales, les enfants apprennent en grande partie par l’écoute et par l’observation, ainsi que par l’enseignement direct. Récitation, expérimentation et mémorisation sont des compétences qui sont valorisées et encouragées dans certains groupes sociaux ou pays. Elles peuvent être prises en compte et développées dans un programme, même si celui-ci promeut un modèle d’enseignement et d’apprentissage interactif, centré sur l’enfant et fondé sur le jeu.
Au niveau national, c’est aux responsables et à l’équipe en charge de l’élaboration des programmes qu’il revient d’intégrer la diversité, de faire émerger des points d’accord et de parvenir à un consensus sur ce qui constitue l’intérêt supérieur de tous les enfants. Au niveau communautaire, les éducateurs doivent être libres de suivre leur voie tout en s’efforçant d’atteindre des objectifs fondés sur les normes et les valeurs sociétales.

## Enjeux

### L’éducation, facteur potentiel d’égalité
Si l’éducation reproduit souvent les inégalités, voire les exacerbe, elle peut aussi contribuer à les aplanir. Des processus d’éducation inclusive sont primordiaux pour assurer un développement équitable, et cela est vrai, semble-t-il, aux différents niveaux de l’offre éducative.
Cela est vrai, par exemple, au niveau de l’éducation de la petite enfance où l’importance fondamentale des premières années pour les apprentissages ultérieurs et les chances dans la vie est de plus en plus reconnue. Les résultats d’études montrent que, chez les jeunes enfants, non seulement les programmes éducatifs sont essentiels pour leur bien-être, mais aussi qu’ils ont des effets durables et à long terme sur le développement du capital humain, la cohésion sociale et la prospérité économique. Il a été démontré que les enfants les plus défavorisés à cause de facteurs, tels que la pauvreté, l’appartenance à une minorité ethnique et linguistique, la discrimination liée au genre, l’isolement géographique, le handicap, la violence et leur statut sérologique au VIH/SIDA, tirent plus de profit que les autres des programmes d’éducation de la petite enfance de bonne qualité ; or, chez ces enfants précisément, la probabilité de participer à ces programmes est la plus faible. D’après des méta-analyses de programmes de la petite enfance, leur efficacité tient notamment au fait qu’à mesure que les enfants grandissent, l’écart se creuse entre ceux qui ont une trajectoire de croissance moyenne et ceux qui accusent un retard. Il est maintenant admis que, plus l’éducation débute tôt, moins cela nécessite d’investir de ressources et d’efforts ; qui plus est, meilleure est l’efficacité. Ce constat est particulièrement frappant dans le cas d’enfants ayant un handicap spécifique et des besoins particuliers, comme les enfants autistes ou avec syndrome d'Asperger.

### Développer des nations
Dans les pays en développement, les programmes destinés aux enfants de moins de 3 ans sont le plus souvent incorporés dans des programmes communautaires où les parents sont reconnus comme les principaux éducateurs du jeune enfant et sont épaulés pour s’acquitter de cette responsabilité. Ces programmes couvrent une période qui, en général, commence avant la naissance et se poursuit jusqu’à l’entrée à l’école, et ils définissent les objectifs à atteindre par les parents comme par les enfants. Ils sont souvent accompagnés d’un manuel de formation et dispensés dans le cadre d’ateliers participatifs et d’autres activités qui sont négociées et organisées au niveau local,,. Outre qu’ils renforcent le rôle des parents, ces programmes comblent les manques persistants qui existent dans les pays en développement en dépit de l’attention portée à l'éducation et la protection de la petite enfance dans le monde, c’est-à-dire qu’ils ciblent les enfants de moins de 3 ans et l’aide aux familles et aux enfants les plus marginalisés. Si certains programmes offrent des activités hebdomadaires de niveau préscolaire à des enfants plus âgés, comme le projet A New Day for Kids (ANDK) au Cambodge ils ne peuvent pas se substituer à un programme préprimaire animé par un éducateur qui a acquis la formation et les compétences requises pour préparer des contenus éducatifs efficaces et les mettre en œuvre. Il s’agit là d’une caractéristique importante des programmes de l'éducation et la protection de la petite enfance de qualité destinés à des enfants d’âge préscolaire.

## Sources
- Cet article est partiellement ou en totalité issu de la page « Les preuves sont là: il faut investir dans l'éducation et la protection de la petite enfance; état des lieux dans le monde » de UNESCO, le texte ayant été placé par l’auteur ou le responsable de publication sous la CC BY-SA 3.0 IGO

- Cet article est partiellement ou en totalité issu de la page « Permettre aux élèves d’œuvrer pour des sociétés justes: manuel pour le personnel enseignant du primaire » de UNESCO, le texte ayant été placé par l’auteur ou le responsable de publication sous la CC BY-SA 3.0 IGO